# Justin Danforth
Justin Danforth (* 15. März 1993 in Oshawa, Ontario) ist ein kanadischer Eishockeyspieler, der seit Juli 2025 bei den Buffalo Sabres in der National Hockey League unter Vertrag steht. Mit der kanadischen Nationalmannschaft gewann der rechte Flügelstürmer bei der Weltmeisterschaft 2021 die Goldmedaille.

## Karriere
Justin Danforth wurde in Oshawa geboren und spielte dort in seiner Jugend unter anderem für die Kinsmen sowie die Generals. Ab der Saison 2009/10 lief er für die Cobourg Cougars in der Ontario Junior Hockey League (OJHL) auf, der zweithöchsten Juniorenliga der Provinz nach der Ontario Hockey League. 2013 entschloss der Flügelstürmer sich dann zu einem Wechsel in das US-amerikanische College-System, wobei er fortan für die Pioneers der Sacred Heart University in der Atlantic Hockey Association (AHA) auflief, einer Liga im Spielbetrieb der National Collegiate Athletic Association (NCAA). Als Freshman verzeichnete er 29 Scorerpunkte in 36 Partien und wurde daher als Rookie des Jahres sowie ins All-Rookie Team der AHA gewählt. 2017 folgte die Berufung ins AHA First All-Star Team, bevor er seine vierjährige College-Karriere beendete, ohne in einem NHL Entry Draft berücksichtigt zu werden.
Noch gegen Ende der Saison 2016/17 bestritt Danforth jeweils probeweise einige Partien für die Reading Royals aus der ECHL sowie die Bridgeport Sound Tigers und Rochester Americans aus der American Hockey League (AHL). Die Americans statteten ihn dann mit einem festen Vertrag aus, wobei er im Folgejahr 2017/18 jedoch überwiegend für deren Farmteam auflief, die Cincinnati Cyclones aus der ECHL. Dort wiederum überzeugte der Angreifer mit 59 Punkten aus 44 Spiele, sodass er als ECHL Rookie of the Year ausgezeichnet sowie ins ECHL Second All-Star Team und ECHL All-Rookie Team gewählt wurde. Anschließend setzte der Kanadier seine Profikarriere in Europa fort, indem er sich 2018 Lukko Rauma aus der finnischen Liiga anschloss. Dort etablierte er sich ebenfalls als regelmäßiger Scorer und führte am Ende der Saison 2019/20 die gesamte Liga mit 60 Punkten an, sodass er die Veli-Pekka-Ketola-Trophäe erhielt. Zudem zeichnete man ihn mit dem Kultainen kypärä sowie der Lasse-Oksanen-Trophäe jeweils als wertvollsten Spieler aus und wählte ihn ins All-Star-Team der Liiga. Darüber hinaus hatte er zwischenzeitlich den Spengler Cup 2019 mit dem Team Canada gewonnen.
Zur Spielzeit 2020/21 wechselte Danforth zum HK Witjas in die Kontinentale Hockey-Liga (KHL) und überzeugte auch dort als bester Torschütze (23) und Scorer (55) des Teams. Diese Leistungen sowie den zwischenzeitlichen Gewinn des Weltmeistertitels nahmen dann im Mai 2021 die Columbus Blue Jackets aus der National Hockey League (NHL) zum Anlass, ihn mit einem Einstiegsvertrag auszustatten. Nachdem er den Beginn der Saison 2021/22 bei deren AHL-Farmteam verbracht hatte, den Cleveland Monsters, debütierte er im November 2021 in der NHL und etablierte sich im weiteren Verlauf im Aufgebot der Blue Jackets. Im März 2022 verlängerten diese seinen zum Saisonende auslaufenden Vertrag vorzeitig um weitere zwei Jahre. Von der Folgesaison 2022/23 allerdings verpasste er einen Großteil aufgrund einer Hüftverletzung. Im Juli 2025 wurde der Free Agent von den Buffalo Sabres unter Vertrag genommen, bei denen der Kanadier einen Zweijahresvertrag unterzeichnete.

### International
Ohne zuvor in einer regulären Juniorennationalmannschaft berücksichtigt worden zu sein, gehörte Danforth bei der Weltmeisterschaft 2021 in Lettland zum Kader der A-Nationalmannschaft seines Heimatlandes, kam dort in neun von zehn Partien des Turniers zum Einsatz und gewann mit dem Team prompt den Weltmeistertitel.

## Erfolge und Auszeichnungen
| - 2014 AHA-Rookie des Jahres - 2014 AHA All-Rookie Team - 2017 AHA First All-Star Team - 2018 Teilnahme am ECHL All-Star Game - 2018 ECHL Rookie of the Year - 2018 ECHL Second All-Star Team | - 2018 ECHL All-Rookie Team - 2019 Spengler-Cup-Gewinn mit dem Team Canada - 2020 Lasse-Oksanen-Trophäe - 2020 Kultainen kypärä - 2020 Veli-Pekka-Ketola-Trophäe - 2020 All-Star-Team der Liiga |

### International
- 2011 Silbermedaille bei der World Junior A Hockey Challenge
- 2021 Goldmedaille bei der Weltmeisterschaft

## Karrierestatistik
Stand: Ende der Saison 2024/25

### International
Vertrat Kanada bei:
- World Junior A Challenge 2011
- World Junior A Challenge 2012
- Weltmeisterschaft 2021

(Legende zur Spielerstatistik: Sp oder GP = absolvierte Spiele; T oder G = erzielte Tore; V oder A = erzielte Assists; Pkt oder Pts = erzielte Scorerpunkte; SM oder PIM = erhaltene Strafminuten; +/− = Plus/Minus-Bilanz; PP = erzielte Überzahltore; SH = erzielte Unterzahltore; GW = erzielte Siegtore; 1 Play-downs/Relegation; Kursiv: Statistik nicht vollständig)